# Les frères Guedin

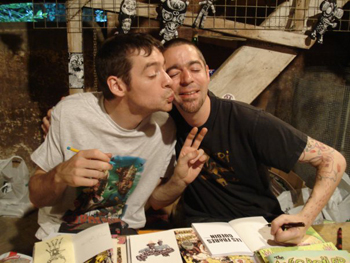
Les Frères Guedin en 2009.

Les Frères Guedin est le pseudonyme collectif utilisé depuis le début des années 2000 par une fratrie de dessinateurs français, par ailleurs actifs individuellement sous les noms Dav Guedin et Gnot Guedin.

## Biographie
Après des études communes dans la même classe à l'École supérieure d'art de Cambrai, Dav devient graphiste en 2000 et crée le collectif et le site Crazy Dolls. De son côté son frère Gnot entre en section illustration à l'École supérieure des arts décoratifs de Strasbourg pour se spécialiser et obtient son diplôme en 2002. Après quelques productions et associations chacun de son côté, ils se retrouvent en 2004. Ils commencent par de l'auto-édition avec Les Frères Couillus. Le Dernier Cri décide alors de les éditer. Ils deviennent « les frères Guedin ». Après plusieurs livres, une rétrospective de leurs dessins est publiée par les éditions Charrette en 2009, un second livre est prévu en 2010.

## Publications

### Frères Guedin

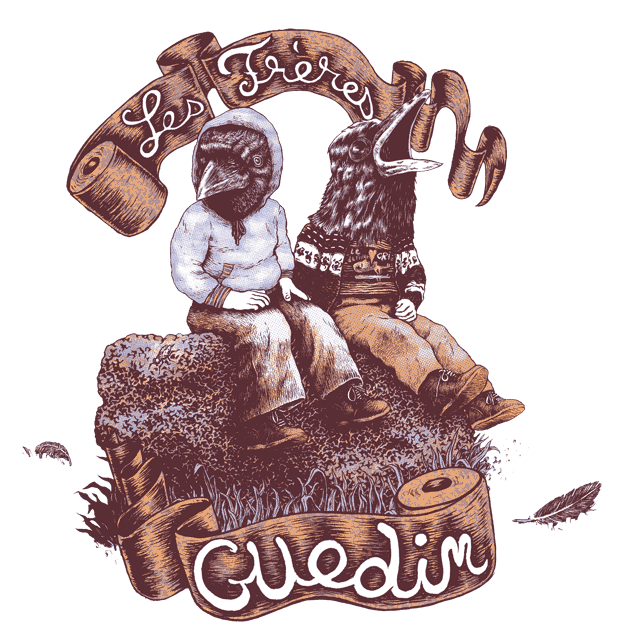
Dessin utilisé en couverture des Frères Guedin no 1, publié en 2009.

- Les Frères Couillus, imprimé au Dernier Cri, 2004.
- Brothers Caca Klan, Le Dernier Cri, coll. « Rabats », 2005 (BNF 40564119).
- Bouiz?, Imagora, 2006.
- Famille Couilles, Le Dernier Cri, 2007 (BNF 41158935).
- Taste Y Cool, Brazo Negro, 2007.
- Mémoires de bâtards, Le Dernier Cri :

1. Mémoires de bâtards , 2008 (BNF 41379880).

- Mémoires de bâtards 2, 2011 (BNF 43585120).
- Les Frères Guedin, Éditions Charrette :

1. Les Frères Guedin, 2009  (ISBN 978-2-915478-31-0).
2. Les Frères Guedin Two (nus), 2010  (ISBN 978-2-915478-32-7).
3. Les Frères Guedin III, 2012  (ISBN 978-2-915478-37-2).

- Luv Stories, Même Pas Mal, coll. « Condylomes », 2011  (ISBN 978-2-918645-06-1).
- Les Bijoux de 7 Familles, avec Craoman et Pakito Bolino, Le Dernier Cri, 2012 (BNF 43803330). Boîtier contenant 43 cartes à jouer.
- Punk 103 (dessin), avec Catherine Ringer (texte) et Pierre Michaud (photographies), Le Dernier Cri, 2012 (BNF 43803043).

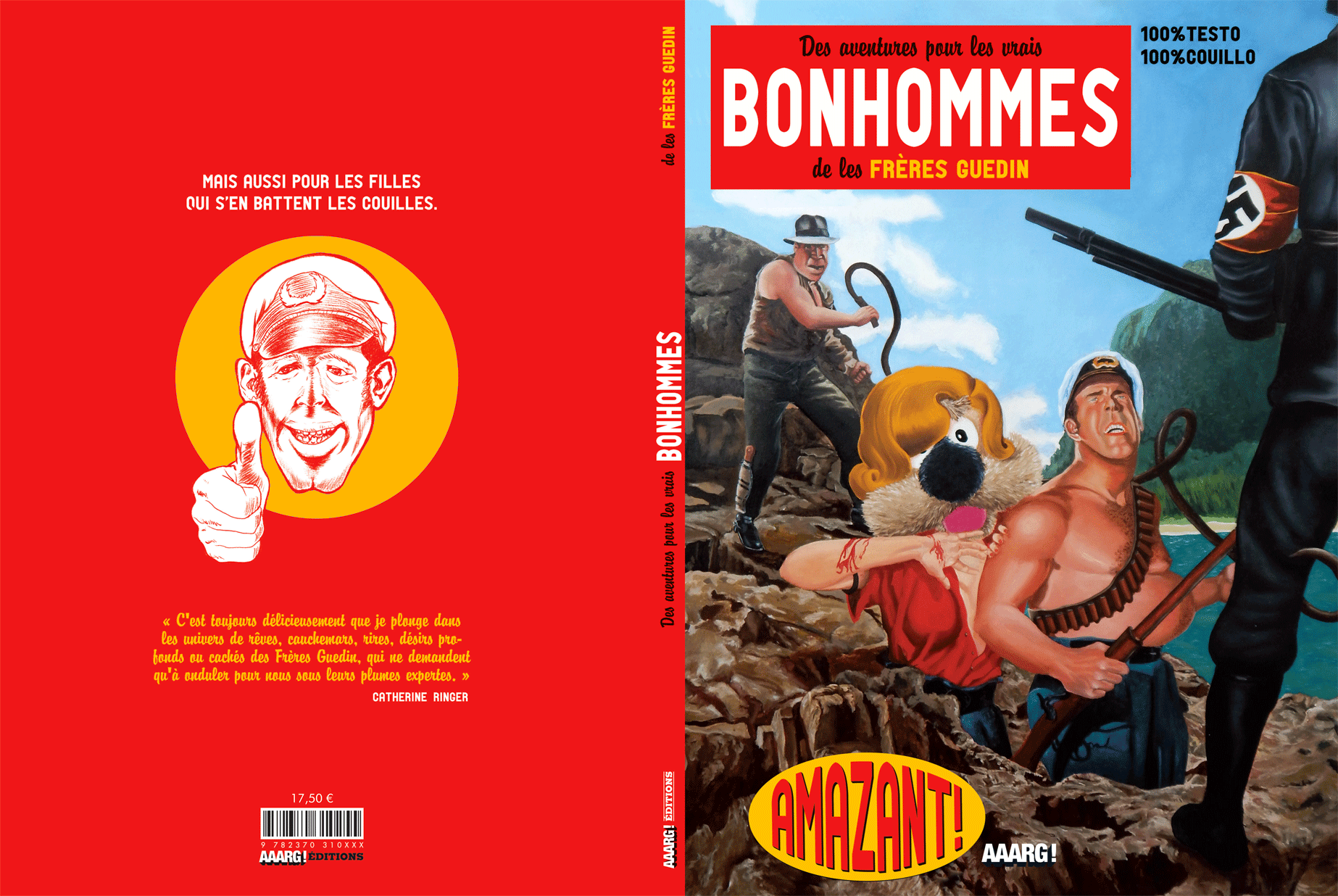
Couverture et quatrième de couverture de Des aventures pour les vrais bonhommes, publié en 2015.

- Des aventures pour les vrais Bonhommes, AAARG!, 2015  (ISBN 9782370310385).
- Mifa, avec Craoman, E², 2016[1].
- Labite, avec Clé et Pich', auto-édition, 2017[2].

### Gnot Guedin
- Le Petit Terroriste, Institut Pacôme, coll. « Gyromitre Excellent » no 6, 2002  (ISBN 2-914893-01-9). Réédité par CHKP Éditions en 2013.
- Bastard Comix, t. 4 : Super Saucisse 1, CHKP Éditions, 2018  (ISBN 978-2-9543708-4-2).

### Dav Guedin
- Bray-Dunes 99, avec Craoman, Taste y Cool :

1. Bray-dunes 99 no 1, 2009  (ISBN 978-2-9535083-0-7).
2. Bray-dunes 99 no 2, 2010  (ISBN 978-2-9535083-1-4).
3. Bray-dunes 99 no 3, 2012  (ISBN 978-2-9535083-2-1).
  - Colo : Bray-Dunes 1999, Delcourt, coll. « Shampooing », 2012  (ISBN 978-2-7560-3516-1). Édition intégrale.

- Breizhskin (scénario), avec Craoman (dessin), Ankama, coll. « Label 619 », 2016  (ISBN 978-2-359-10890-3).
- Confessions d'un Puceau, AAARG!, 2016  (ISBN 978-2-370-31060-6). Prépublié dans Aaarg! en 2014-2015.
- Down with the kids, Éditions Rouquemoute, 2018  (ISBN 979-1-09-670820-8). Prépublié dans Aaarg! en 2016-2017.

## Expositions
Traditionnellement exposés à Paris avec notamment la galerie nomade Arts Factory ou encore Agnès B pour Dav Guedin et l'expo Tracks, ils ont également exposé dans plusieurs villes de France : Bordeaux, Lyon, Nantes, La Rochelle... mais également en Europe : The Hague en Hollande avec la galerie Ship of Fools, Au Forte Prenestino à Rome ou encore en Suisse avec la Maison d'Ailleurs et Le projet Lovecraft. Leurs livres et sérigraphies ont été distribués en Allemagne, Italie, Portugal... mais aussi Outre-Atlantique ou encore à Tokyo au Japon où Le Dernier Cri a été invité. Les Frères Guedin ont collaboré à différentes éditions étrangères situées notamment à Détroit avec Rotland Press + Comic Work et le projet Black Eye, à Zagreb en Croatie avec le collectif Komikaze ou encore en Italie, avec Marcos Farrajota & Valerio Bindi pour le Crack.

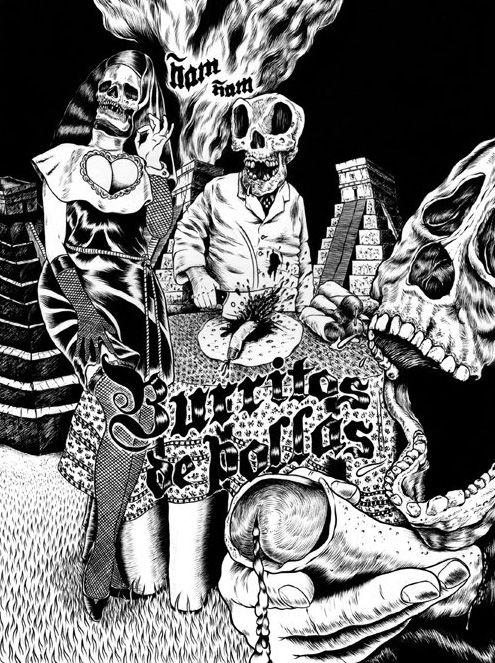
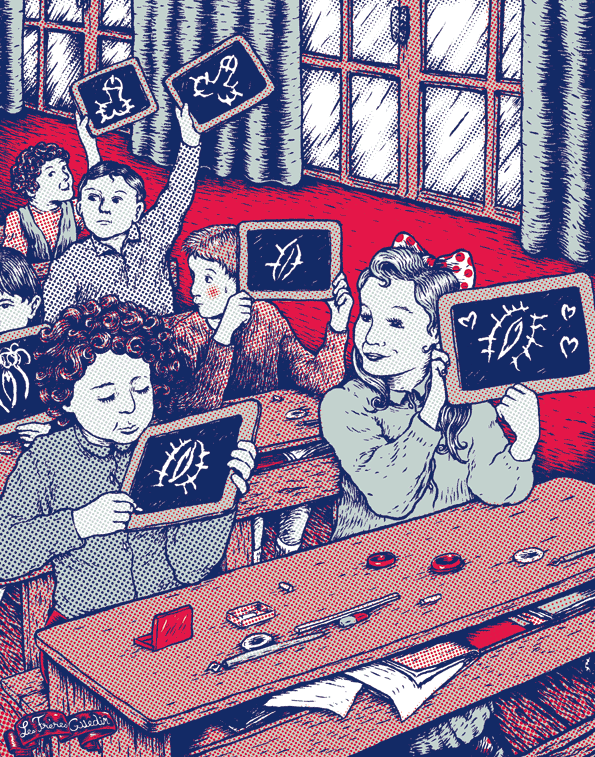
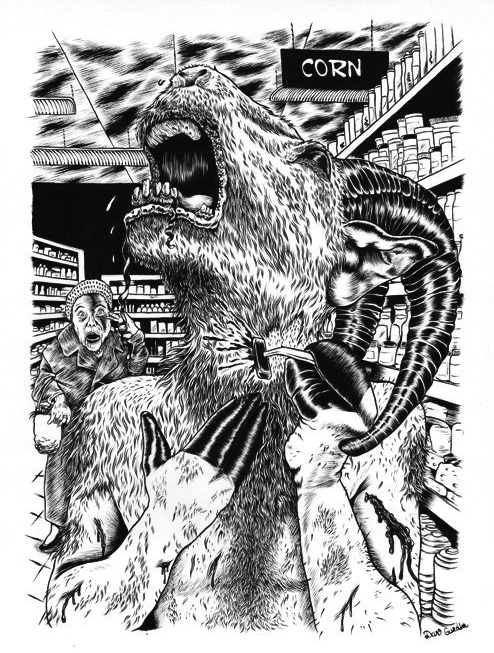
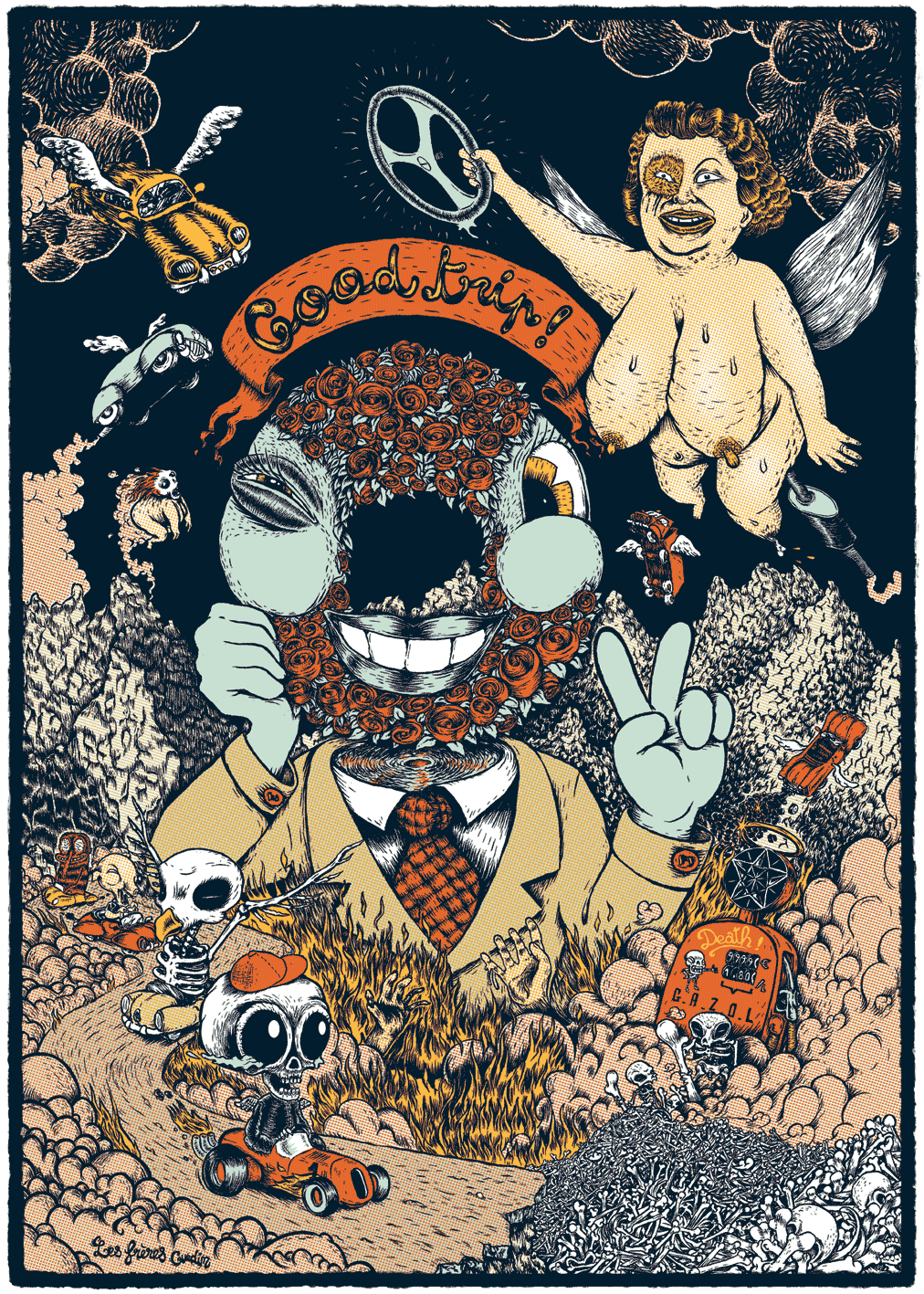
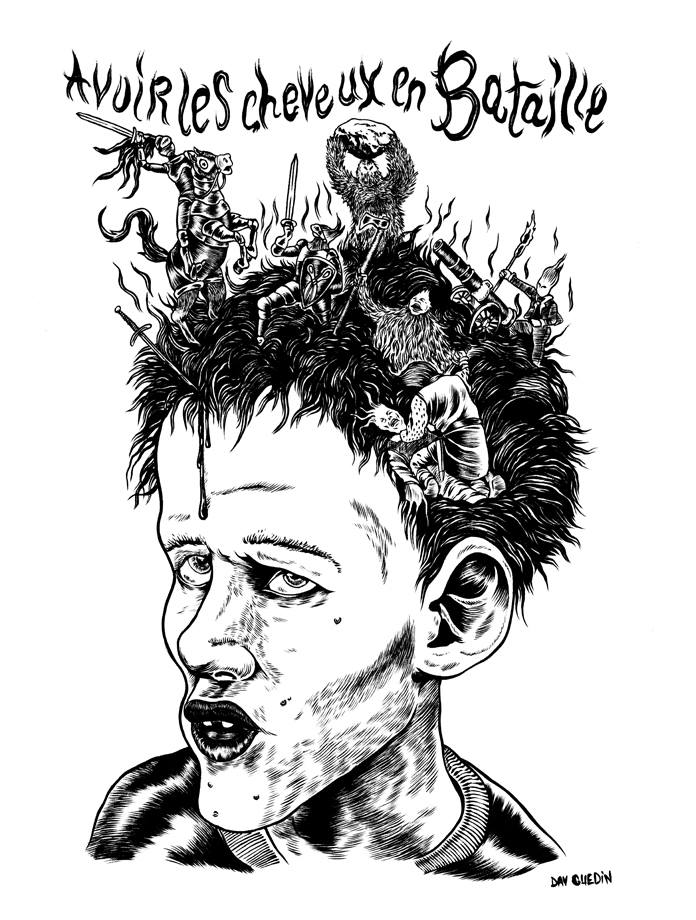
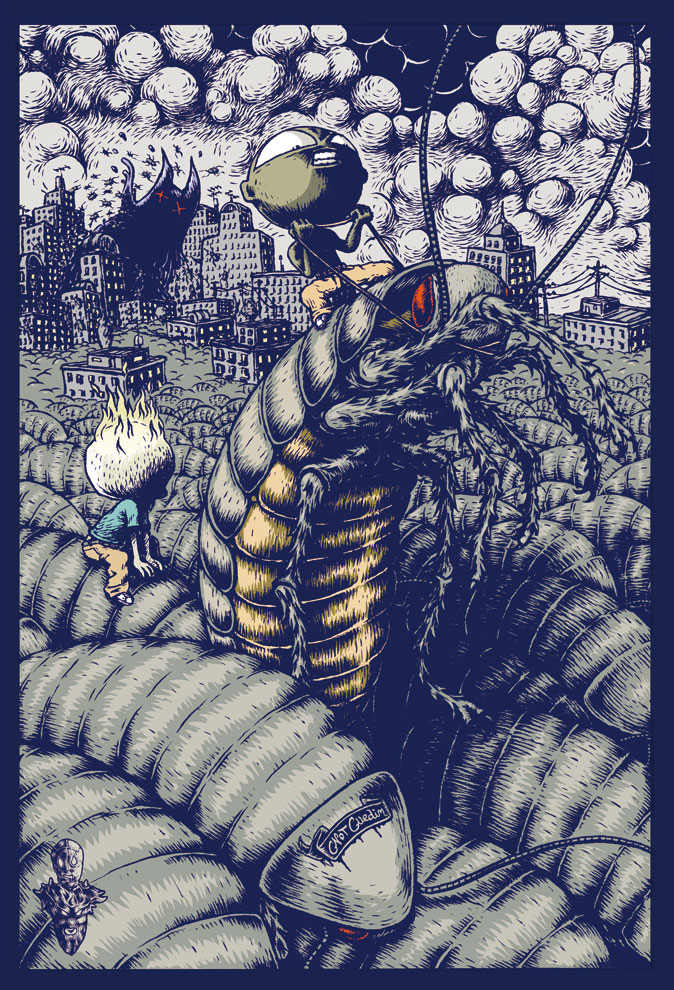
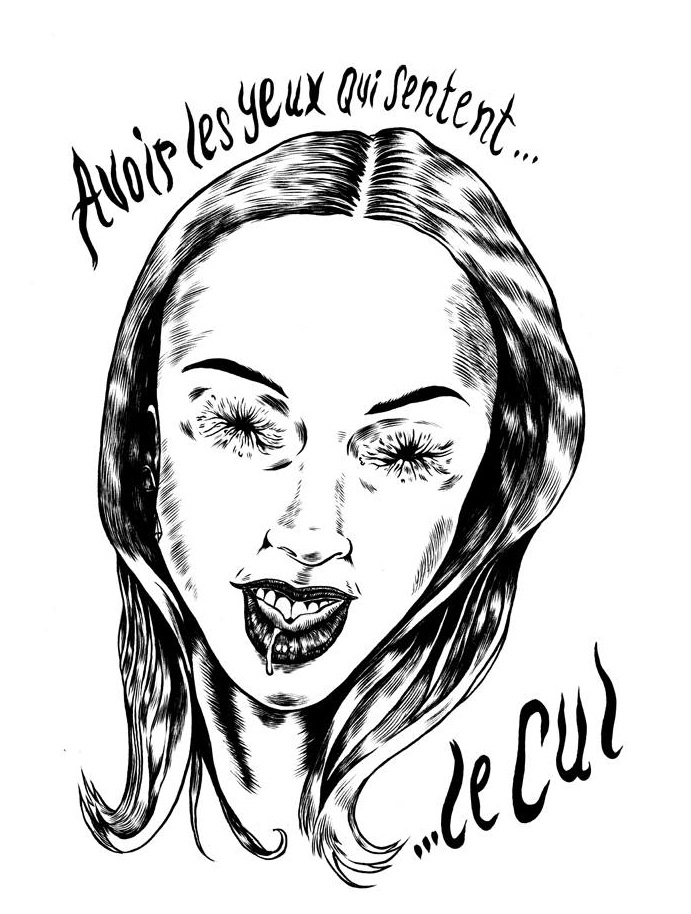
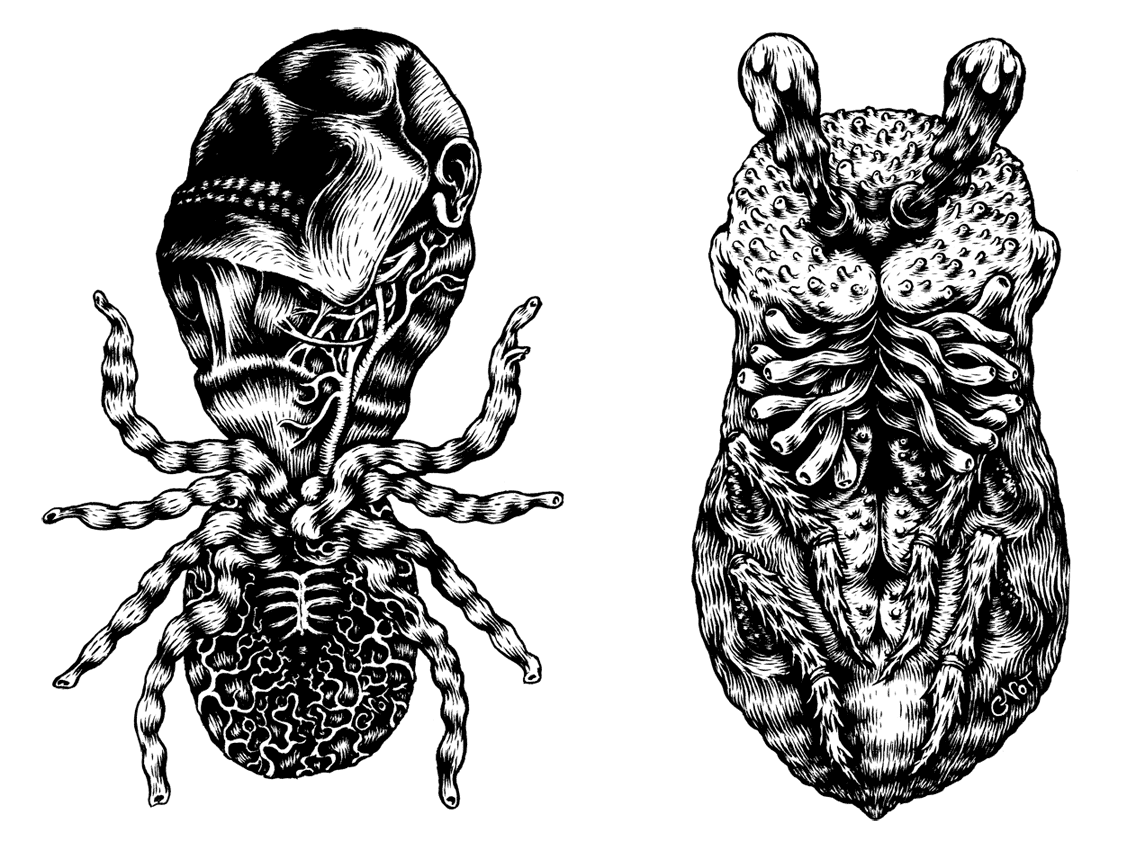
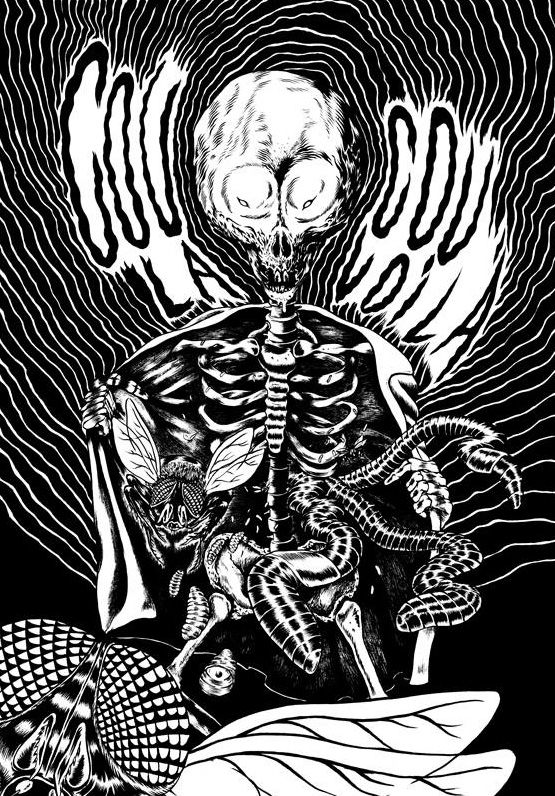
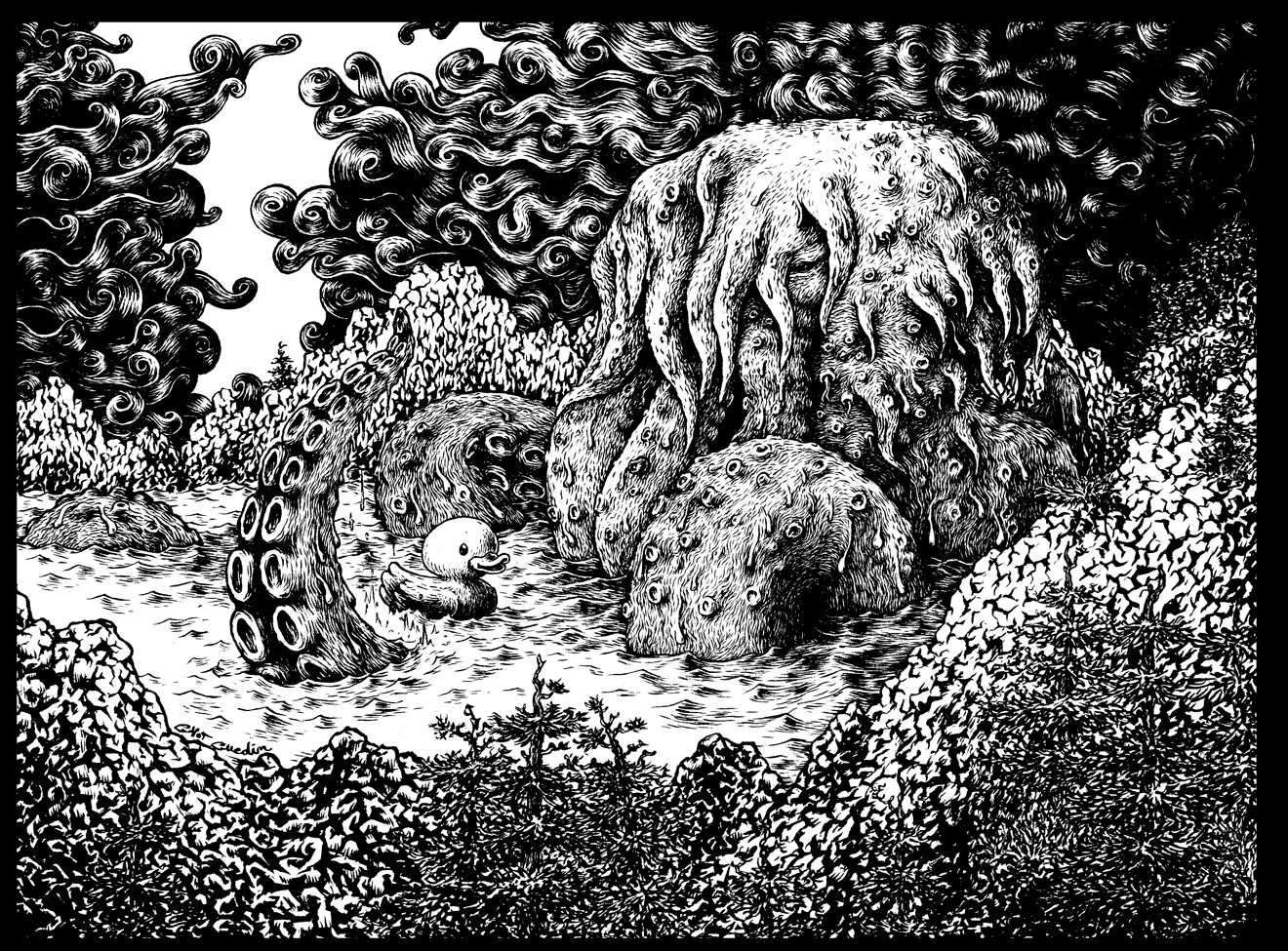
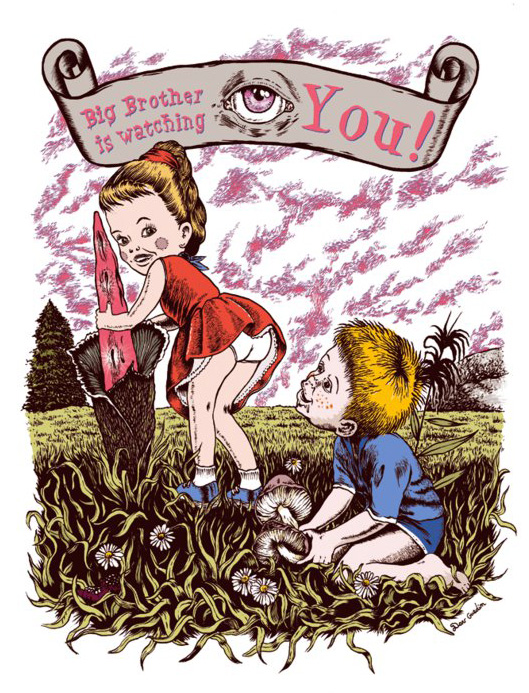
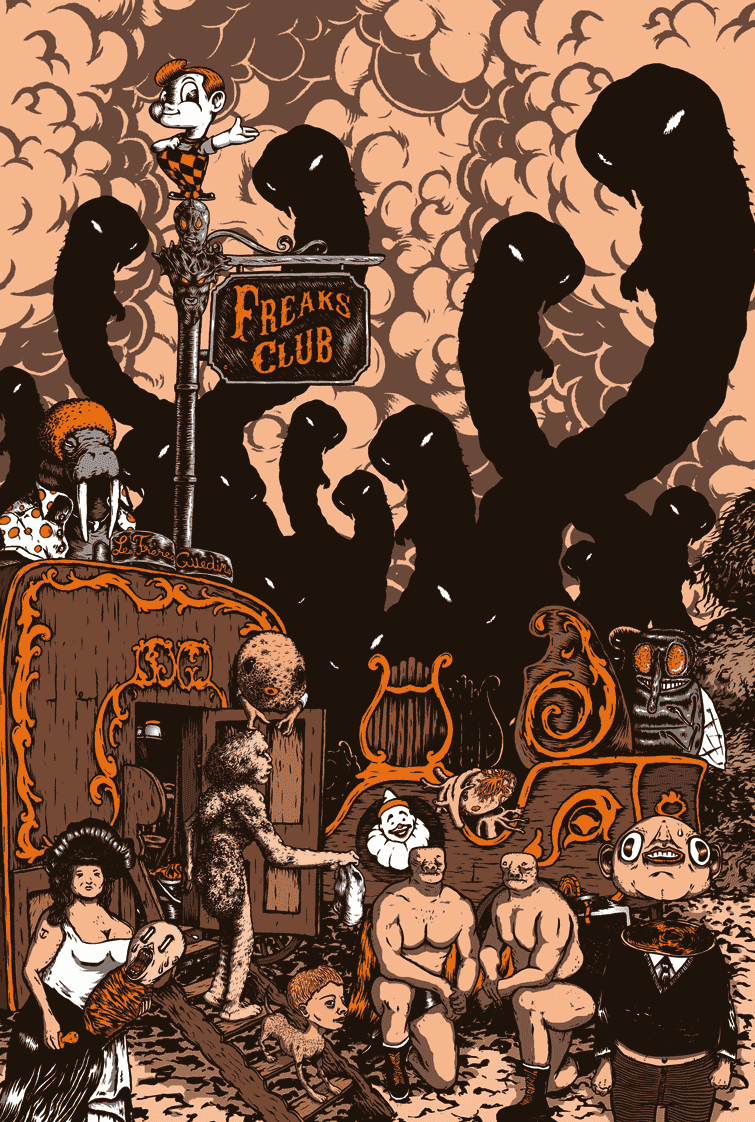
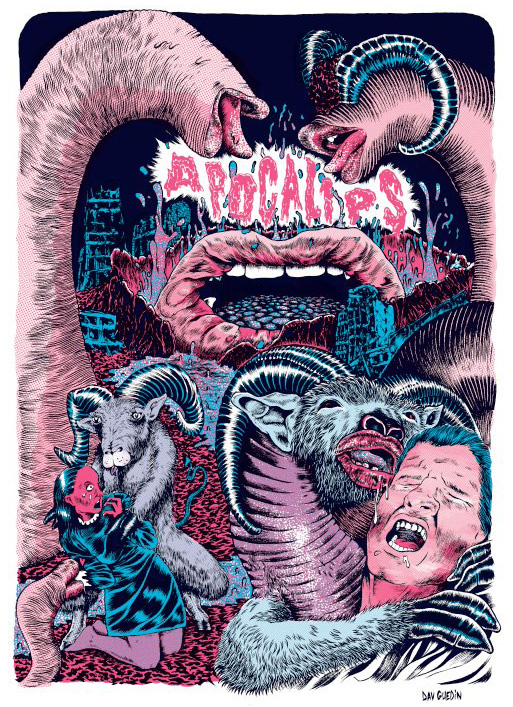
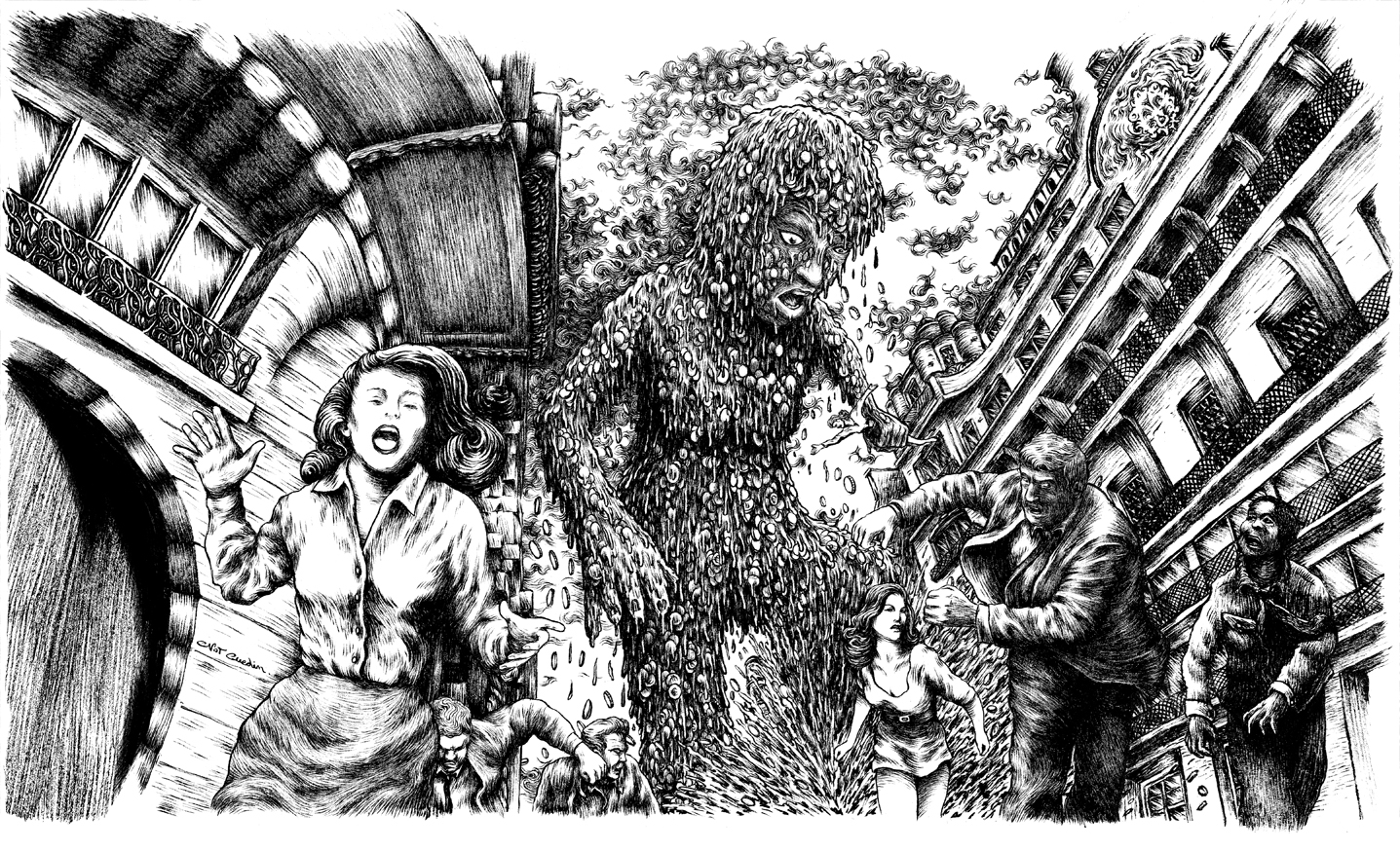
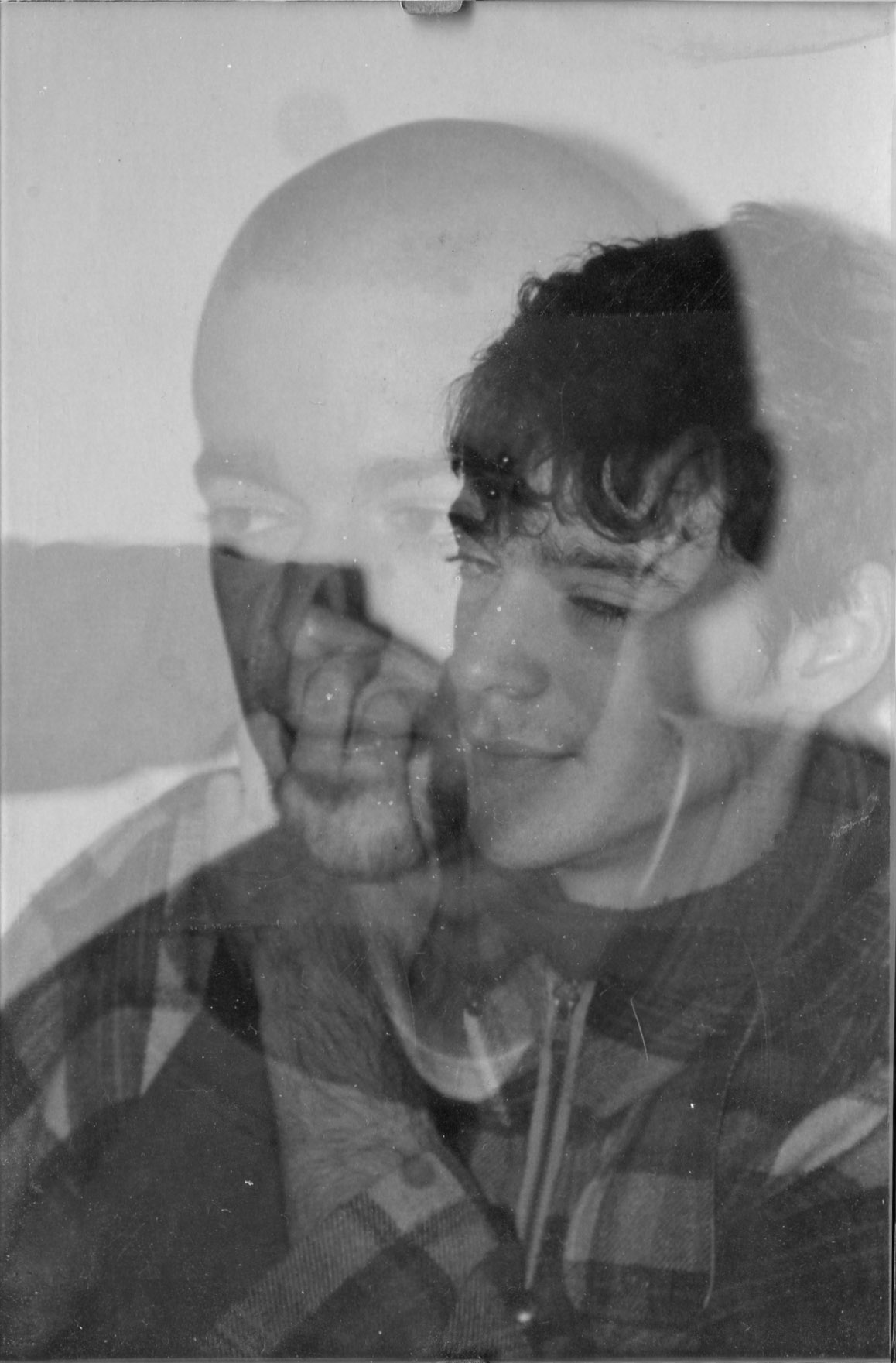
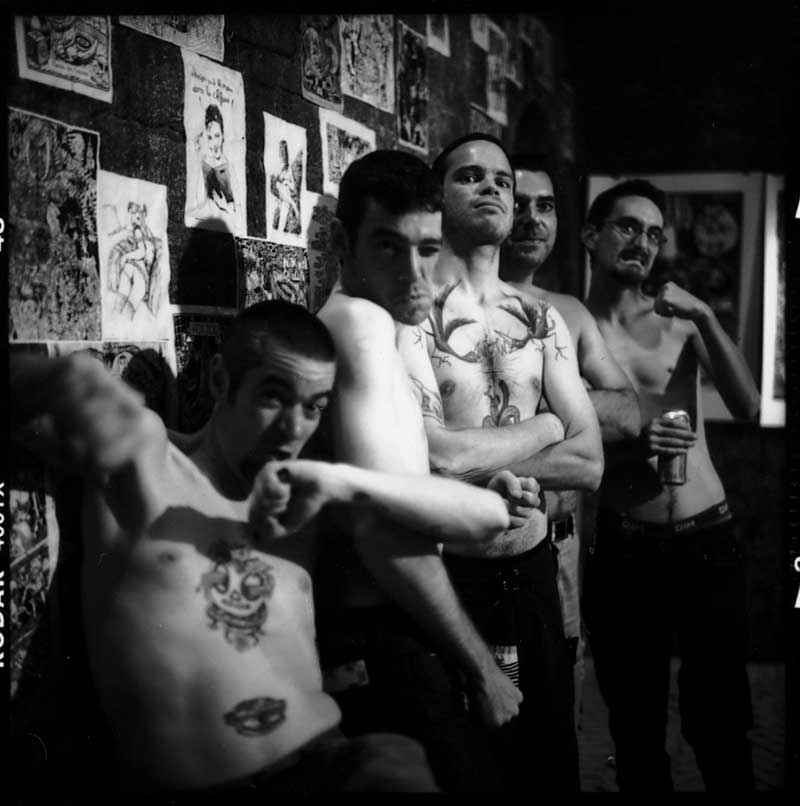
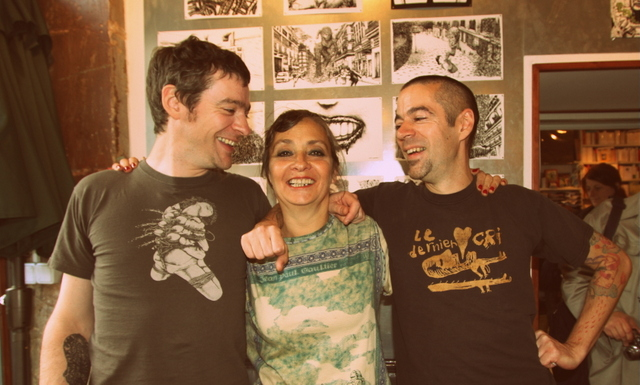
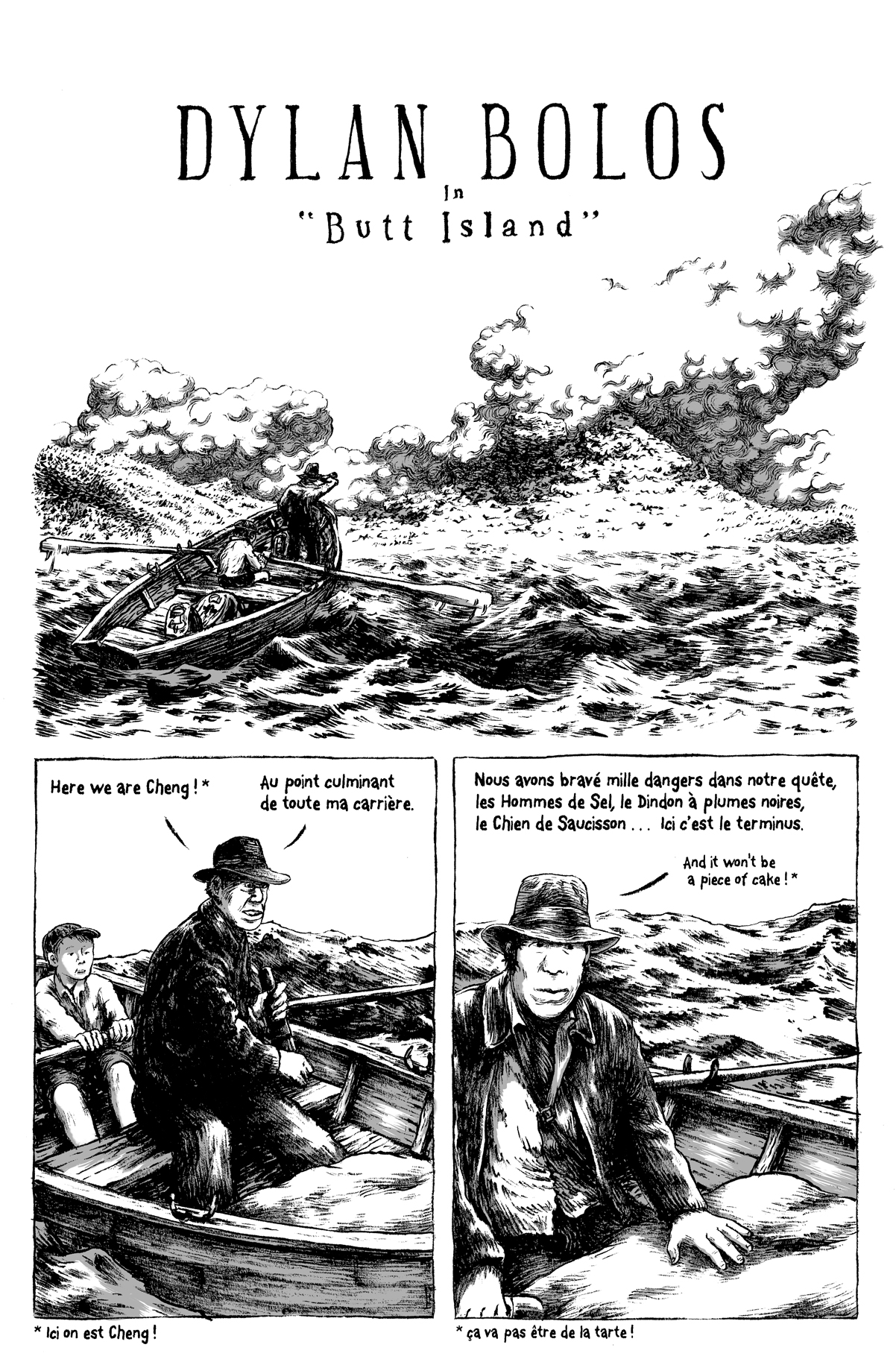
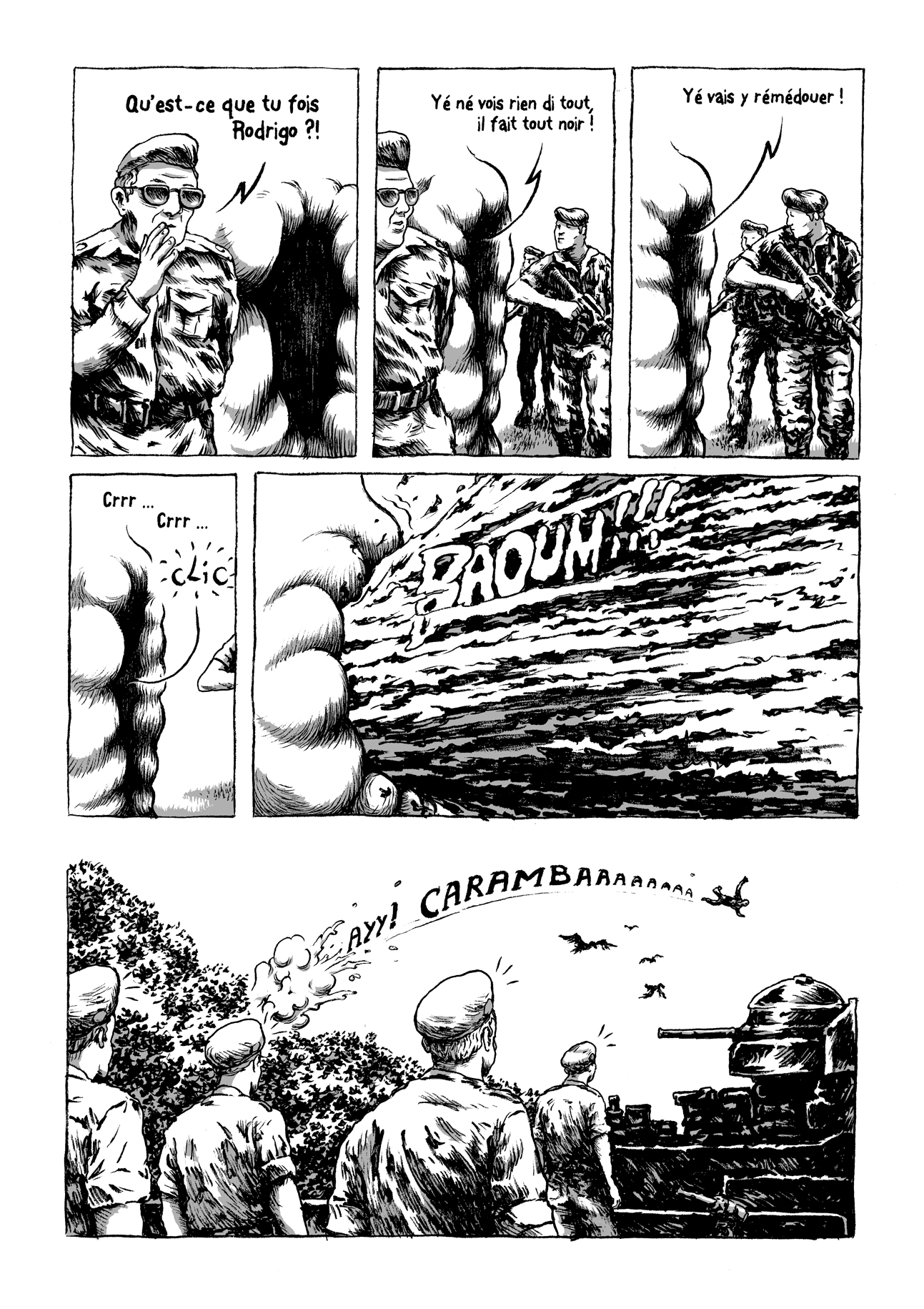
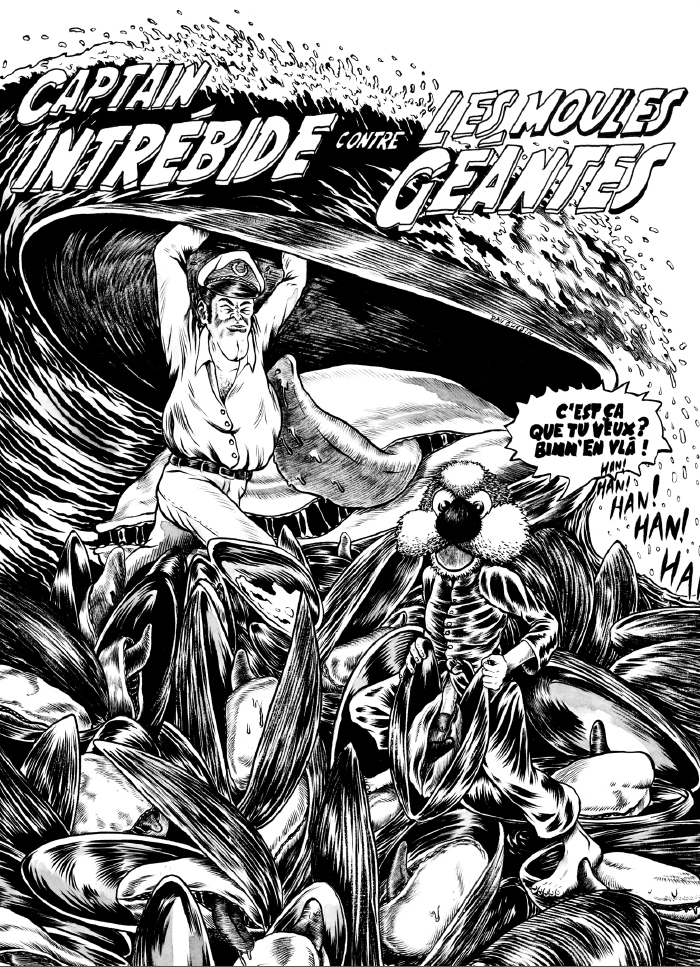
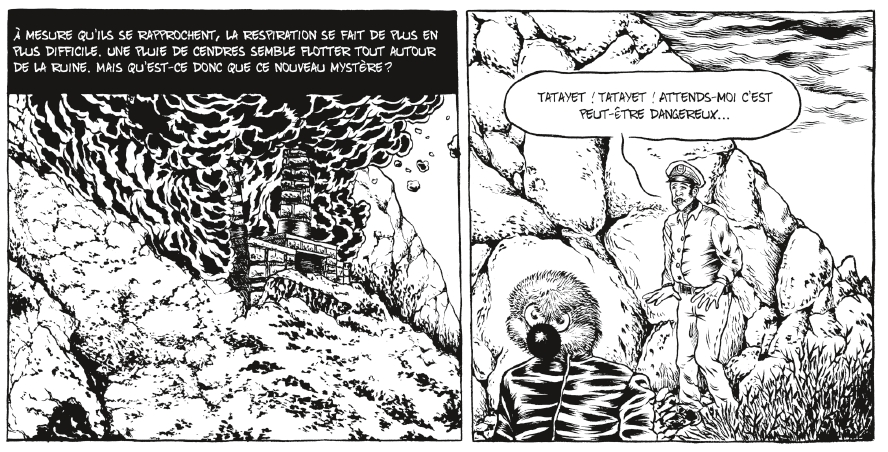